# Massacro di Lidice

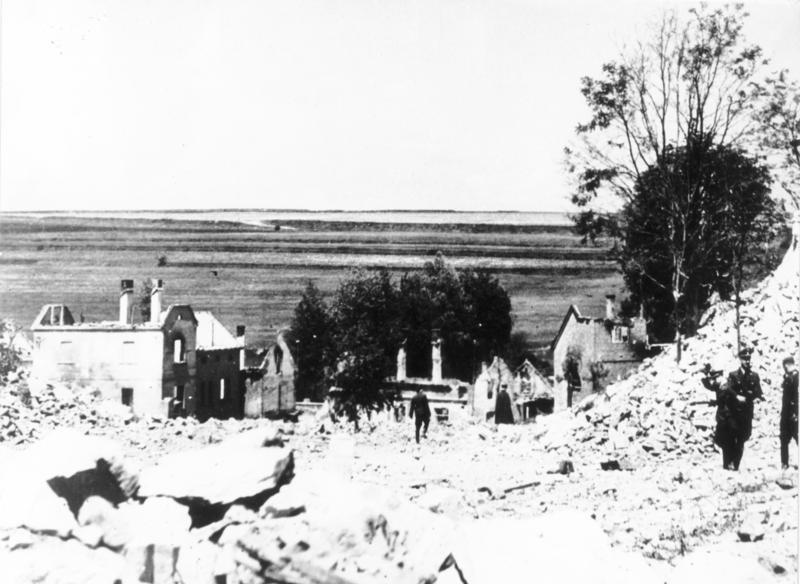
Lidice nel 1942 dopo la distruzione da parte dei nazisti.

Il massacro di Lidice fu l'evento che portò alla completa distruzione del villaggio di Lidice nel Protettorato di Boemia e Moravia nel giugno 1942 per ordine di Adolf Hitler e di Kurt Daluege.
Come rappresaglia per l'assassinio di Reinhard Heydrich, avvenuto nella tarda primavera del 1942, il 10 giugno 1942 furono giustiziati tutti i 173 uomini del villaggio che avevano più di 15 anni. Altri 11 uomini del villaggio furono successivamente arrestati e giustiziati poco dopo, insieme a molti altri già in arresto. Su un totale di 503 abitanti, 307 donne e bambini furono portati in un centro di detenzione improvvisato in una scuola di Kladno: di questi, 184 donne e 88 bambini furono deportati nei campi di concentramento; 7 bambini furono consegnati, perché considerati razzialmente idonei alla germanizzazione, alle famiglie delle SS e gli altri furono inviati al campo di sterminio di Chełmno, dove furono uccisi con il gas.
L'Associated Press, citando le trasmissioni radiofoniche tedesche ricevute a New York, dichiarò:"Tutti i maschi adulti della città sono stati fucilati, mentre le donne sono state collocate in un campo di concentramento e i bambini sono stati affidati ad apposite istituzioni educative". Nella rappresaglia tedesca furono uccise circa 340 persone di Lidice (192 uomini, 60 donne e 88 bambini). Dopo la fine della guerra tornarono solo 143 donne e 17 bambini.
La propaganda nazista annunciò apertamente e con orgoglio gli eventi di Lidice in diretto contrasto con la disinformazione e la segretezza implicate in altri crimini contro le popolazioni civili.
La vicenda è stata rappresentata in molteplici forme dai media dalla fine della seconda guerra mondiale, ne sono un esempio il film drammatico di fama internazionale E l'alba si macchiò di rosso (Operation Daybreak) e l'opera orchestrale composta da Bohuslav Martinů Memorial to Lidice.

## Contesto storico

### Assassinio di Reinhard Heydrich

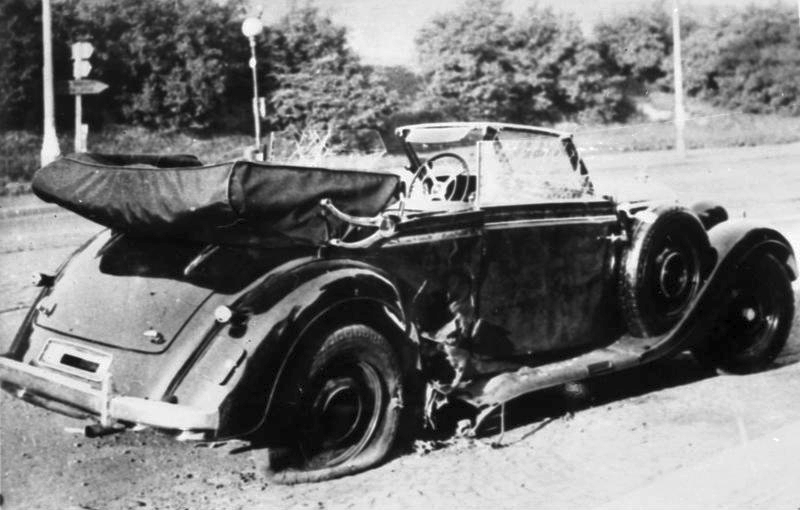
L'auto di Heydrich sulla scena dell'attacco.

Dal 27 settembre 1941, Reinhard Heydrich aveva agito come Reichsprotektor del protettorato nazista di Boemia e Moravia, regione occupata dalla Germania nazista dal 5 aprile 1939.
La mattina del 27 maggio 1942, Heydrich mentre stava viaggiando dalla sua villa di campagna a Panenské Břežany verso il suo ufficio al Castello di Praga, fu vittima di un agguato per mano dai soldati slovacchi e cechi Jozef Gabčík e Jan Kubiš: questi uomini, addestrati in Gran Bretagna, si erano paracadutati in Boemia nel dicembre 1941 come parte dell'Operazione Anthropoid.
Dalla ricostruzione è noto che la pistola Sten di Gabčík si inceppò, Heydrich ordinò al suo autista, l'SS-Oberscharführer Klein, di fermare l'auto. Quando Heydrich si alzò per sparare a Gabčík, Kubiš lanciò una granata anticarro modificata verso l'auto di Heydrich. L'esplosione risultante ferì sia Heydrich che Kubiš. Heydrich mandò Klein a inseguire Gabčík a piedi e, nello scontro a fuoco, Gabčík colpì Klein alla gamba sotto il ginocchio. Kubiš e Gabčík riuscirono a sfuggire dalla scena dell'attentato . Una donna ceca andò in aiuto di Heydrich fermando un furgone. Fu sdraiato a pancia in giù nel retro del furgone e portato al pronto soccorso dell'ospedale Bulovka: fu eseguita una splenectomia e operato al polmone sinistro e al diaframma.
In seguito all'incidente, Himmler ordinò a Karl Gebhardt di volare a Praga per prendersi cura di lui. Nonostante la febbre, la guarigione di Heydrich sembrava progredire bene. Il medico personale di Hitler, Theodor Morell, suggerì l'uso del nuovo farmaco antibatterico a base di sulfonamide, ma Gebhardt rifiutò il suggerimento. Il 4 giugno Heydrich morì di setticemia causata dagli effetti dell'esplosione della granata.

### Rappresaglie
Nel tardo pomeriggio del 27 maggio, il Gruppenführer delle SS Karl Hermann Frank proclamò lo stato di emergenza imponendo il coprifuoco nella città di Praga. Chiunque aiutasse gli aggressori doveva essere giustiziato insieme alle loro famiglie. Iniziò una perquisizione che coinvolse 21.000 uomini nella quale furono controllate 36.000 abitazioni. Entro il 4 giugno, 157 persone furono giustiziate a seguito delle rappresaglie, ma gli assassini non furono trovati e non furono reperite altre informazioni.
Non erano ancora finiti gli elogi ai funerali di Heydrich a Berlino quando, il 9 giugno, fu presa la decisione di "rimediare alla sua morte". Frank, Segretario di Stato per il Protettorato nazista di Boemia e Moravia, riferì da Berlino che il Führer aveva ordinato quanto segue riguardo a qualsiasi villaggio che avesse ospitato gli assassini di Heydrich:
1. Giustiziare tutti gli uomini;
2. Trasportare tutte le donne in un campo di concentramento;
3. Radunare i bambini adatti alla germanizzazione, affidarli alle famiglie delle SS nel Reich e crescere il resto dei bambini in altri modi;
4. Bruciare il villaggio radendolo completamente al suolo.

## Massacro

### Uomini

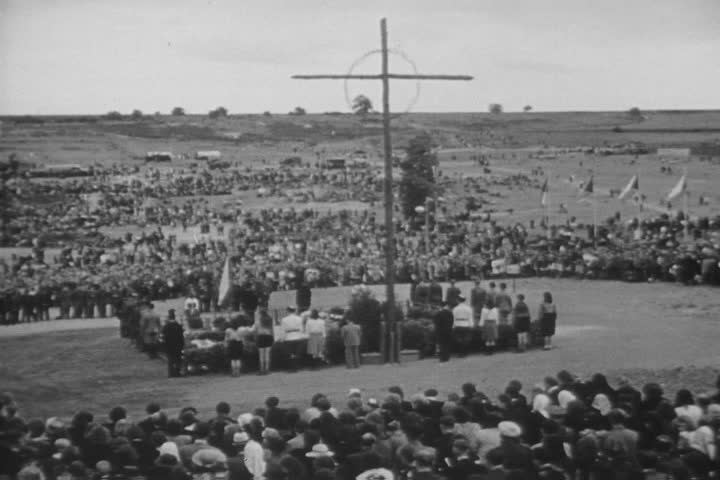
Cerimonia commemorativa del dopoguerra per onorare le vittime.

Horst Böhme, capo della SiPo nel Protettorato di Boemia e Moravia, agì immediatamente secondo gli ordini. I membri dell'Ordnungspolizei e del Sicherheitsdienst circondarono il villaggio di Lidice, bloccando ogni via di fuga. Il regime nazista scelse questo villaggio perché i suoi abitanti furono sospettati di ospitare i partigiani della resistenza locale e furono falsamente associati ad aiutare i membri della squadra dell'Operazione Anthropoid.
Tutti gli uomini del villaggio furono radunati e portati alla fattoria della famiglia Horák, nella periferia del villaggio. Furono prelevati dei materassi dalle case vicine e posizionati contro il muro del fienile per evitare il rimbalzo dei proiettili. L'esecuzione degli uomini è iniziata verso le 7:00 del mattino. All'inizio gli uomini furono fucilati in gruppi di cinque, ma Böhme pensò che le esecuzioni procedessero troppo lentamente e ordinò che venissero fucilati in dieci alla volta, lasciando i morti sdraiati sul posto e continuando fino al pomeriggio, contando complessivamente 173 morti. Altri 11 uomini furono arrestati e assassinati poco dopo, così come altri otto uomini e sette donne già arrestati perché avevano avuto rapporti con l'esercito cecoslovacco in esilio nel Regno Unito. Solo tre uomini, abitanti del villaggio, sopravvissero al massacro, due dei quali appartenevano all'aeronautica cecoslovacca di stanza in Inghilterra.
L'unico uomo adulto di Lidice, effettivamente presente in Cecoslovacchia, sopravvissuto a questa atrocità fu František Saidl, ex vicesindaco di Lidice, arrestato alla fine del 1938 perché il 19 dicembre 1938 aveva ucciso accidentalmente suo figlio Eduard Saidl. Fu imprigionato per quattro anni e non ebbe idea di questo massacro fin quando tornò a casa, il 23 dicembre 1942. Dopo aver scoperto il massacro, fu così sconvolto che si consegnò agli ufficiali delle SS nella vicina città di Kladno, confessò di essere di Lidice e disse persino di approvare l'assassinio di Heydrich. Nonostante fosse confermata la sua identità, gli ufficiali delle SS si limitarono a ridere di lui e lo respinsero, riuscendo così a sopravvivere alla guerra.

### Donne e bambini

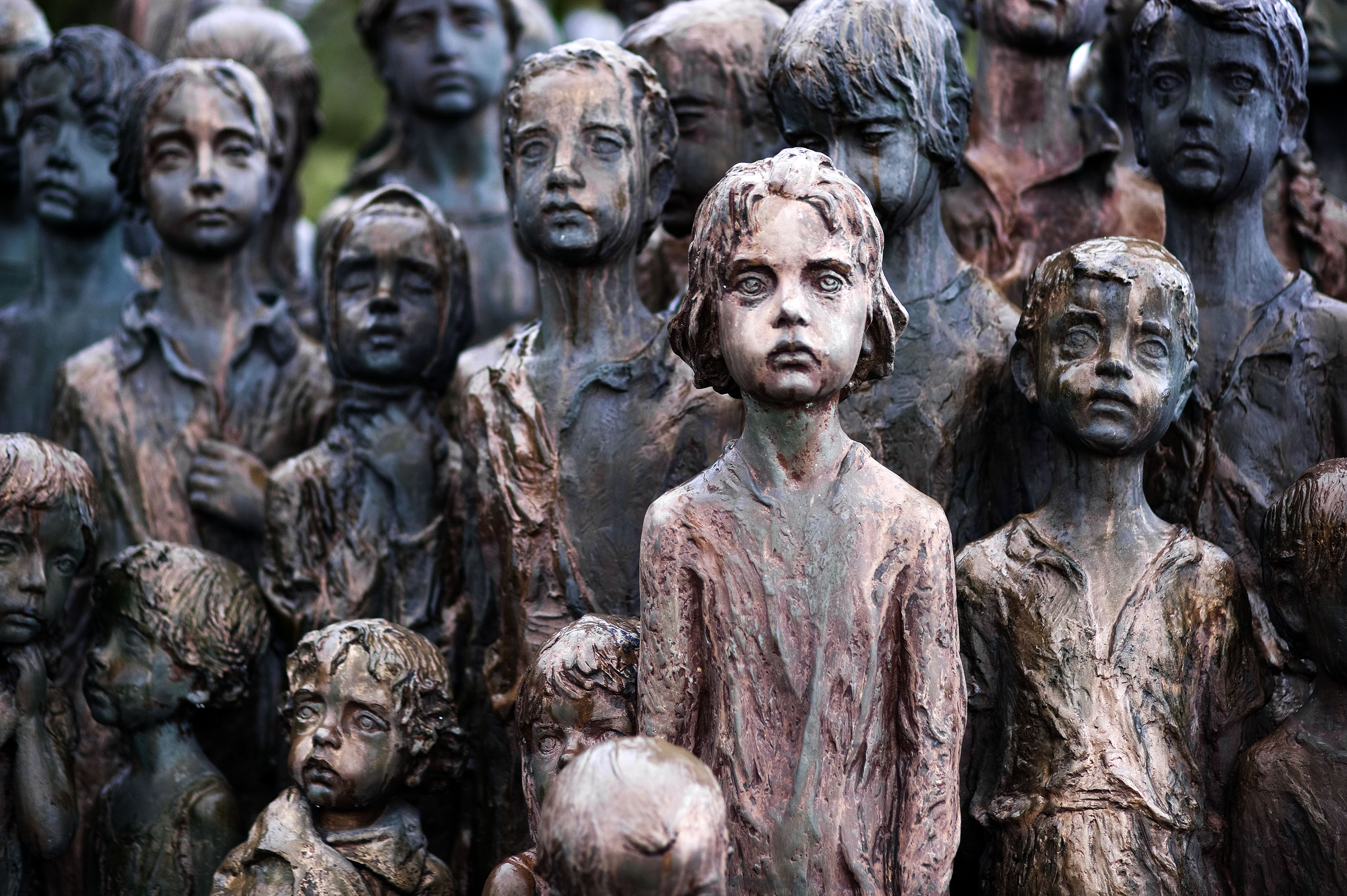
Monumento ai bambini assassinati di Lidice (particolare).

Complessivamente, 203 donne e 105 bambini furono prima portati alla scuola del villaggio di Lidice, poi nella vicina città di Kladno e detenuti nel liceo per tre giorni. I bambini furono separati dalle loro madri e quattro donne incinte furono portate nello stesso ospedale dove morì Heydrich, costrette ad abortire e poi mandate in diversi campi di concentramento. Il 12 giugno 1942, 184 donne di Lidice furono caricate sui camion, portate alla stazione ferroviaria di Kladno e costrette a salire su uno speciale treno sorvegliato dalla scorta. La mattina del 14 giugno, il treno si fermò su un binario di raccordo presso il campo di concentramento di Ravensbrück dove le autorità del campo cercarono invano di isolare le donne di Lidice, ma le altre detenute glielo impedirono: le donne furono costrette a lavorare nella lavorazione della pelle, nella costruzione di strade, nelle fabbriche tessili e di munizioni.

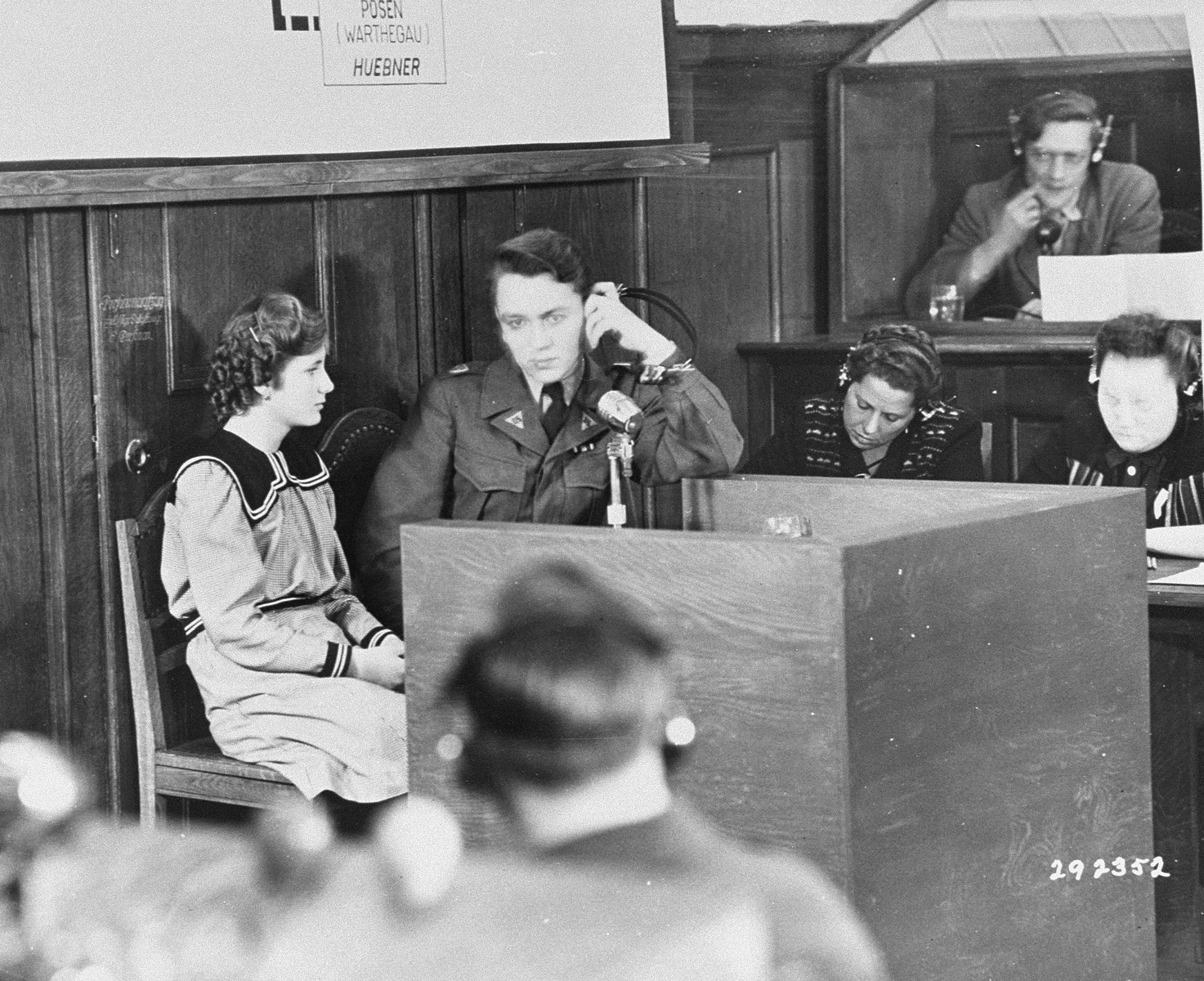
Marie Šupíková, una delle bambine rapite a Lidice, testimonia al processo RuSHA.

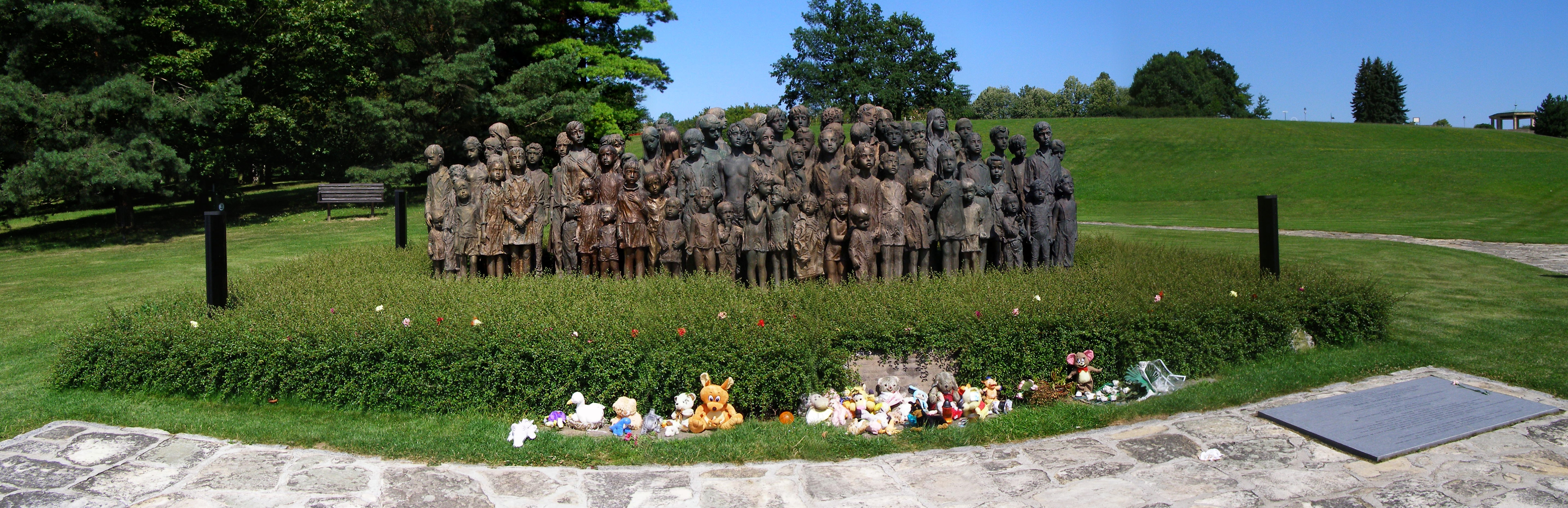
Monumento ai bambini assassinati di Lidice.

Ottantotto bambini di Lidice furono trasportati nell'area dell'ex fabbrica tessile a Łódź. Il loro arrivo fu annunciato da un telegramma dell'ufficio di Praga di Horst Böhme che concluse:"i bambini portano solo quello che indossano". Questi bambini non ricevettero alcun trattamento speciale, le cure furono minime e soffrirono la mancanza di igiene e le malattie. Per ordine della direzione del campo, ai bambini non fu prestata alcuna assistenza medica.
Poco dopo il loro arrivo a Łódź, i funzionari scelsero sette bambini per la germanizzazione, ritenuti razzialmente idonei, e furono affidati alle famiglie delle SS. Il furore su Lidice causò qualche esitazione sul destino dei bambini rimasti, ma alla fine di giugno Adolf Eichmann ordinò il massacro del resto dei bambini. Tuttavia, Eichmann non fu condannato per questo crimine al suo processo a Gerusalemme, poiché i giudici ritennero che "[...] non è stato dimostrato oltre ogni ragionevole dubbio, secondo le prove a nostra disposizione, che siano stati assassinati."
Il 2 luglio, tutti i restanti 82 bambini di Lidice furono consegnati all'ufficio della Gestapo di Łódź, che li mandò al campo di sterminio di Chelmno a 70 chilometri di distanza, dove furono uccisi nei gaswagen della Magirus. Dei 105 bambini di Lidice, 82 furono assassinati a Chełmno, sei furono assassinati negli orfanotrofi tedeschi del progetto Lebensborn e 17 tornarono a casa.

### Lidice
Il villaggio fu incendiato e i resti degli edifici distrutti con l'esplosivo. Anche tutti gli animali del villaggio, sia da compagnia che da soma, furono macellati. Anche i sepolti nel cimitero cittadino non furono risparmiati; i loro resti furono dissotterrati, saccheggiati per l'oro e i gioielli e poi distrutti. Per questo scopo fu inviata una squadra di lavoro tedesca formata da 100 persone per rimuovere tutti i resti visibili del villaggio, deviare il torrente che lo attraversava e le strade in entrata e in uscita.
L'intera area del villaggio fu quindi ricoperta con terriccio e colture piantate, delimitata da un recinto di filo spinato intorno con avvisi che riportavano, sia in ceco che in tedesco:"Chiunque si avvicini a questo recinto e non si fermi all'alt sarà fucilato".
Un film sul processo è stato girato da Franz Treml, un collaboratore dell'intelligence tedesca. Treml gestiva un negozio Zeiss-Ikon nel Palazzo Lucerna a Praga e dopo l'occupazione nazista divenne consulente cinematografico per il partito nazista.

### Ulteriori rappresaglie
Il piccolo villaggio ceco di Ležáky fu distrutto due settimane dopo Lidice, quando gli agenti della Gestapo vi trovarono un trasmettitore radio appartenuto a una squadra clandestina paracadutata con Kubiš e Gabčík. Tutti i 33 adulti, sia uomini che donne, del villaggio furono fucilati. I bambini furono inviati nei campi di concentramento o "arianizzati". Il bilancio delle vittime derivante dallo sforzo per vendicare la morte di Heydrich è stato stimato in oltre 1.300 persone, inclusi i parenti dei partigiani, i loro sostenitori, le élite ceche sospettate di slealtà e le vittime casuali come quelle di Lidice.

## Commemorazioni

### Risposta internazionale

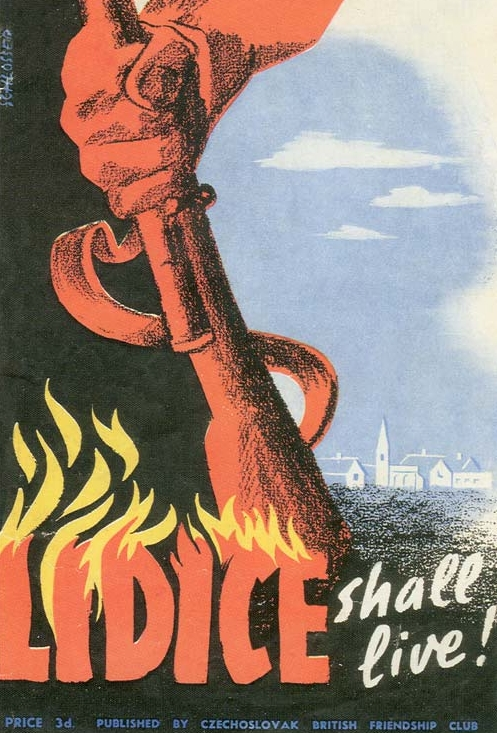
Manifesto britannico che commemora Lidice.

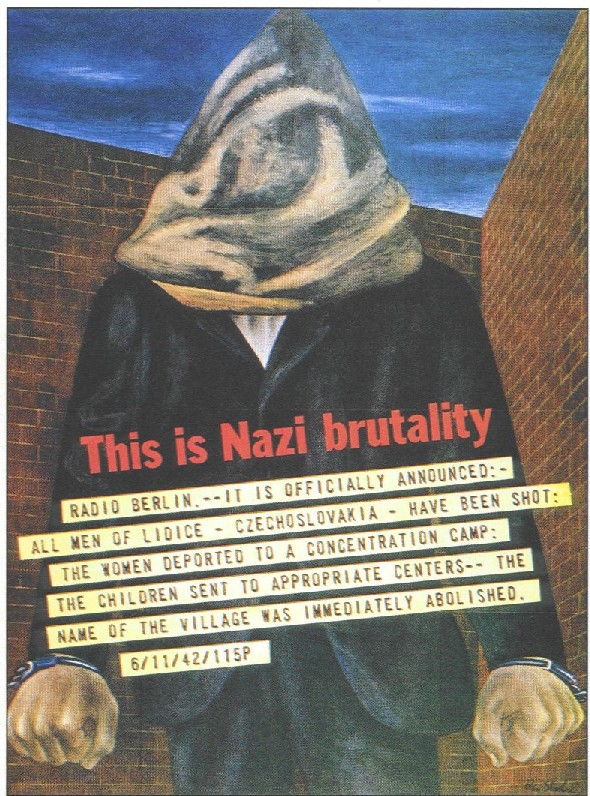
Poster di Ben Shahn, This is Nazi Brutality, che fa riferimento al massacro di Lidice.

La propaganda nazista annunciò apertamente e con orgoglio gli eventi di Lidice, a differenza di altri massacri nell'Europa occupata tenuti segreti. L'informazione fu immediatamente ripresa dai media alleati. Dopo il massacro, Winston Churchill propose di distruggere tre villaggi tedeschi con bombardamenti incendiari per ogni villaggio distrutto per rappresaglia dalla Wehrmacht. Anthony Eden, Leo Amery ed Ernest Bevin sostennero l'idea, ma Archibald Sinclair, Clement Attlee, Herbert Morrison e Stafford Cripps lo convinsero che avrebbe sprecato risorse utili e aperto il rischio a simili rappresaglie della Luftwaffe contro le comunità britanniche. Nel settembre 1942, i minatori di carbone a Stoke-on-Trent, guidati da Barnett Stross, medico che nel 1945 divenne deputato locale, fondarono l'organizzazione Lidice Shall Live per la raccolta fondi per la ricostruzione del villaggio dopo la guerra.
Subito dopo la demolizione del villaggio, alcune città e quartieri in vari paesi furono ribattezzati, come:
- San Jerónimo Lídice a Città del Messico;
- Barrio Obrero de Lídice[27] (quartiere operaio di Lidice) e il suo ospedale a Caracas;
- Lídice de Capira a Panama e nelle città del Brasile in modo che il nome sopravvivesse nonostante le intenzioni di Hitler;
- un quartiere a Crest Hill è stato ribattezzato da Stern Park a Lidice;
- un santuario al parco Lidice su Prairie Avenue a Crest Hill; il santuario originale era alla fine di Kelly Avenue a Elsie Street.
- una piazza nella città inglese di Coventry, devastata dai bombardamenti della Luftwaffe, prende il nome da Lidice;
- un vicolo in una zona molto affollata del centro di Santiago, in Cile, prende il nome da Lidice e uno degli edifici ha una piccola targa che ne spiega la tragica storia;
- una strada a Sofia, in Bulgaria, prende il nome dal massacro;
- una scultura commemorativa e un piccolo pannello informativo commemora il massacro di Lidice nel parco Wallanlagen a Brema, in Germania;
- il Lidice Memorial a Phillips, nel Wisconsin, negli Stati Uniti, fu costruito in memoria del villaggio.

Sulla scia del massacro, Humphrey Jennings ha diretto The Silent Village (1943), utilizzando degli attori dilettanti di un villaggio minerario gallese, Cwmgiedd, vicino alla piccola città di Ystradgynlais nel Galles meridionale. Nel 1943 fu girato un film americano intitolato Hitler's Madman, ma conteneva una serie di imprecisioni nella storia. Un film britannico più accurato, Operation Daybreak, con Timothy Bottoms nei panni di Kubiš, Martin Shaw nei panni di Čurda e Anthony Andrews nei panni di Gabčík, uscì nel 1975.
La poetessa americana Edna St. Vincent Millay scrisse un libro in versi sul massacro, The Murder of Lidice, e incluso nell'edizione del 17 ottobre 1942 di Saturday Review, una versione più ampia è stata pubblicata nel 19 Ottobre 1942 dalla rivista Life e pubblicata per intero come libro nello stesso anno da Harper.

### Risposta locale e il nuovo Lidice

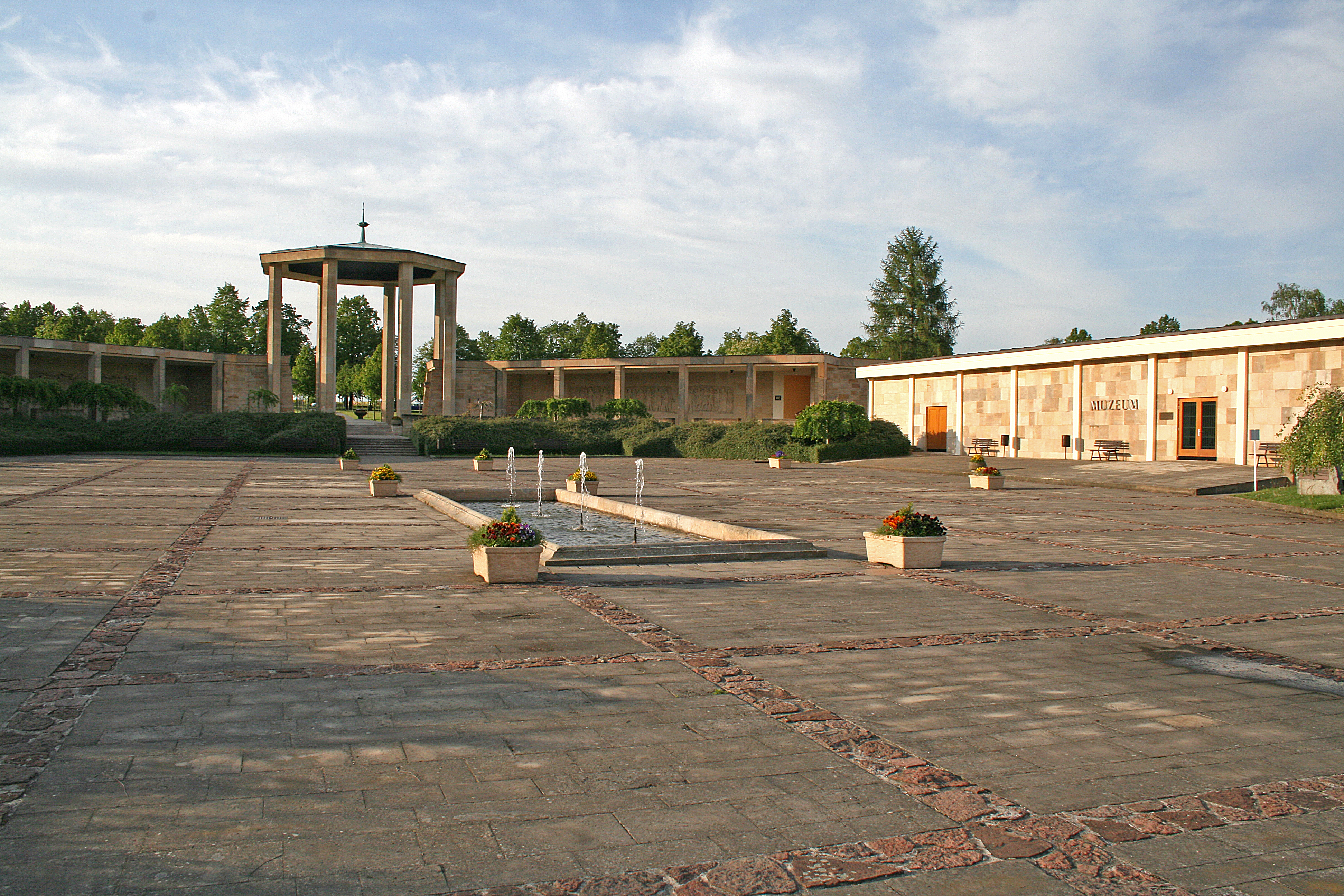
Museo di Lidice.

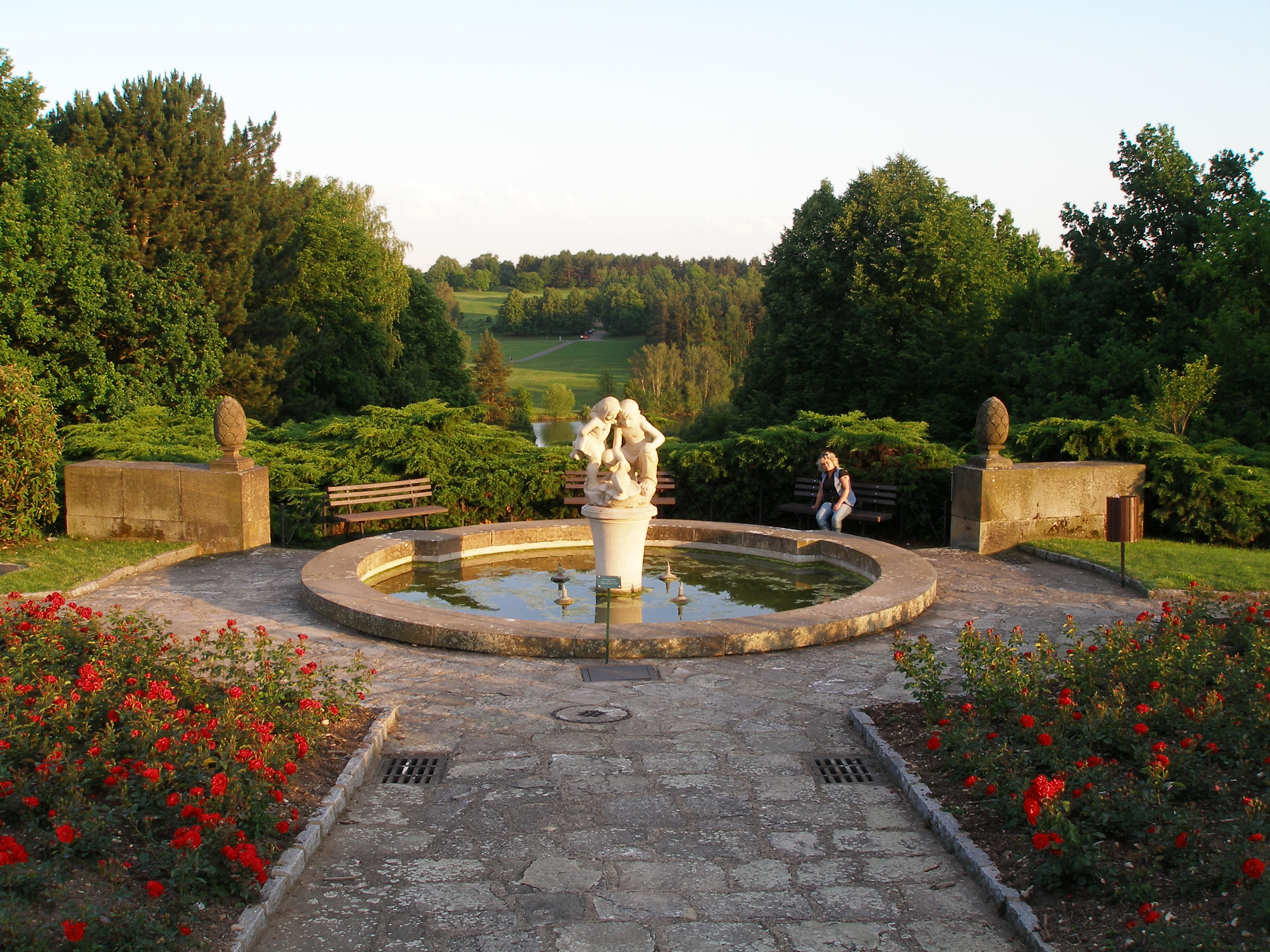
Fontana del roseto di Lidice.

Il compositore ceco Bohuslav Martinů compose il suo Memorial to Lidice, opera orchestrale di 8 minuti, nel 1943 come risposta al massacro. Il brano cita il Corale ceco di San Venceslao e, nel climax del brano, le note di apertura (punto-punto-punto-trattino = V in codice Morse) della Quinta sinfonia di Beethoven.
Le donne di Lidice sopravvissute alla prigionia di Ravensbrück tornarono dopo la seconda guerra mondiale e si insediarono nel nuovo villaggio di Lidice, costruito sopra il sito originale, la cui prima parte fu completata nel 1949. Due uomini di Lidice erano in servizio nel Regno Unito, nella Royal Air Force, al momento del massacro: dopo il 1945 l'ufficiale pilota Josef Horák e il tenente di volo Josef Stříbrný tornarono in Cecoslovacchia per prestare servizio nell'aviazione cecoslovacca. Dopo il colpo di stato cecoslovacco del 1948 il nuovo governo del Partito Comunista non permise loro di essere ospitati nella nuova Lidice, perché avevano prestato servizio nelle forze di una delle potenze occidentali. Horák, con la sua famiglia, tornò in Gran Bretagna e nella RAF; morì in un incidente di volo nel dicembre 1948.
Una scultura degli anni '90 di Marie Uchytilová si affaccia sul sito dell'antico villaggio di Lidice intitolato "Memoriale ai bambini vittime della guerra" comprende 82 statue in bronzo di bambini (42 ragazze e 40 ragazzi) da 1 a 16 anni, per onorare i bambini assassinati a Chełmno nell'estate del 1942. Una croce con la corona di spine segna la fossa comune degli uomini di Lidice.
Affacciata sul sito c'è un'area commemorativa adiacente al museo e alla piccola sala espositiva. L'area commemorativa è collegata al nuovo borgo da un viale di tigli. Nel 1955 sorse un Rosarium di 29.000 cespugli, realizzato accanto al viale di tigli. Negli anni '90 è stato trascurato, ma dopo il 2001 è stato creato un nuovo Rosarium con 21.000 cespugli.